# Тау Весов
Тау Весов (τ Весов, Tau Librae, τ Librae, сокр. Tau Lib, τ Lib) — кратная звезда в зодиакальном созвездии Весов, чуть севернее границы с созвездием Волка и всего в пяти градусах к западу от границы с созвездием Скорпиона.
Тау Весов имеет видимую звёздную величину +3,68m, и, согласно шкале Бортля, видна невооружённым глазом на внутригородском небе (англ. Inner-city  sky), причём надо внести поправку на уменьшение яркости на 0,22m за счёт межзвездной пыли. Из измерений параллакса, полученных во время миссии Hipparcos, известно, что звезда удалена примерно на 367 св. лет (112 пк) от Земли. Звезда наблюдается южнее 61° с. ш., то есть звезда видна южнее пров. Согн-ог-Фьюране (Норвегия), Ладожского озера, залива Пенжинская губа и полуострова Кенай (Аляска). Лучшее время для наблюдения — май.
Тау Весов движется довольно медленно относительно Солнца: её радиальная гелиоцентрическая скорость равна 3 км/с, что составляет 30 % скорости местных звёзд Галактического диска, а также это значит, что звезда удаляется от Солнца. Звезда приближалась к Солнцу на расстояние 371,5 св. лет 3,051 млн лет назад, когда она увеличивала свою яркость на 0,53m до величины 3,15m (то есть звезда светила тогда, как Пи Геркулеса светит сейчас). По небосводу звезда движется на юго-запад, проходя по небесной сфере 0,0286 угловых секунд в год.
Средняя пространственная скорость Тау Весов имеет компоненты (U, V, W)=(−17.2, −12.5, −7.4), что означает U=−17,2 км/с (движется по направлению от галактического центра), V=−12,5 км/с (движется против направлении галактического вращения) и W=−7,4 км/с (движется в направлении южного галактического полюса). Сама звезда, судя по её движению в пространстве и физическим свойствам является возможным членом OB-ассоциации Скорпиона — Центавра, центр которого находится в 450 световых годах.

## Имя звезды
Хотя у Тау Весов нет собственного имени, её иногда называют Derakrab Australis, что означает «южная клешня Скорпиона». Термин Derakrab является сокращением арабского названия «Аль-Дхира аль-Акраб» (الذراع العقرب‎) — «клешня Скорпиона», в то время как латинское слово Australis указывает, что эта клешня «южная».
Тау Весов (латинизированный вариант лат. Tau Librae) является обозначением Байера, данным им звезде в 1603 году. Хотя звезда имеет обозначение τ (Тау — 19-я буква греческого алфавита), однако, сама звезда — 5-я по яркости в созвездии. 40 Весов (латинизированный вариант лат. 40 Librae) является обозначением Флемстида.

## Свойства кратной системы
|  |  |  |  |                       |  | Aa                      |  |
|  |  |  |  |                       |  |                         |  |
|  |  |  |  |                       |  | T = 3,291 дн. a=0,844 ″ |  |
|  |  |  |  |                       |  |                         |  |
|  |  |  |  |                       |  | Ab                      |  |
|  |  |  |  |                       |  |                         |  |
|  |  |  |  |                       |  |                         |  |
|  |  |  |  | T=0,44 лет a= 0.012 ″ |  |                         |  |
|  |  |  |  | B                     |  |                         |  |
|  |  |  |  |                       |  |                         |  |

Тау Весов Aa и Ab являются очень узкой парой спектрально-двойных звёзд, в который компоненты отдалены друг от друга на угловое расстояние в 0,844 ″, что соответствует физическому расстоянию в 0,082 а.е. и вращаются друг вокруг друга с периодом 3,291 дн.. У орбиты не очень большой, но заметный эксцентриситет, который равен 0,28, и как результат звезды то сближаются на расстояние 0,06 а.е., то удаляются на расстояние 0,11 а.е..
У пары звёзд Тау Весов Aa,Ab присутствует компаньон B, на угловом расстоянии в 0,012 ″, что соответствует физическому расстоянию в 1,27 а.е. и он вращается вокруг общего барицентра с периодом 160,8 дн.. Если мы будем смотреть со стороны пары Тау Весов Aa-Ab на спутник Тау Весов B, то мы увидим бело-жёлтую звезду, которая светит с яркостью −29.74m, то есть с яркостью 15,77 солнц. Причём угловой размер звезды будет — ~0,92 °, то есть в ~1,8 паза больше нашего Солнца, каким мы его видим с Земли
С другой стороны, если мы будем смотреть со стороны Тау Весов B на пару звёзд Тау Весов Aa-Ab, то мы увидим две бело- голубые звёзды, одна из которых светит с яркостью от −32.64m, то есть с яркостью 228 солнц, а вторая звезда будет светить с яркостью примерно −32.10m, то есть с яркостью 138,7 солнц. Угловой размер для первой звезды будет ~2,1 ° и ~1,2 ° для второй звезды, то есть в ~4 и ~2,5 паза больше нашего Солнца, каким мы его видим с Земли (угловой диаметр нашего Солнца — 0,5°). При этом максимальное угловое расстояние между звёздами будет 7,4°.
Звёзды очень молодые: текущий возраст системы Тау Весов определён, как 31,5 ± 5,6 млн.. Также известно, что звёзды с массой 6,88 {\displaystyle M_{\bigodot }} живут на главной последовательности порядка 45 млн. лет и таким обозом, Тау Весов Aa очень скоро (примерно через 10 млн. лет) станет красным гигантом, (причем на этой стадии она поглотит обоих своих спутников, приобретя их угловой момент и раскрутившись) а затем, сбросив внешние оболочки, станет очень массивным белым карликом с массой примерно такой же, как у Сириуса B. Однако пара звёзд Aa-Ab достаточно близкая, чтобы провзаимодействовать во время эволюции обоих звёзд. Трудно сказать, что именно произойдет, но перенос массы туда и обратно по мере развития звёзд может когда-нибудь привести к крайне нестабильному поведению.
У системы наблюдается избыток инфракрасного излучения, что свидетельствует о наличии околозвездного диска.

### Свойства компонента Aa
Тау Весов Aa, судя по её массе, которая вычислена по законам Кеплера и равна 6,88 {\displaystyle M_{\bigodot }} родилась как карлик спектрального класса B3,5V. Тогда её радиус был порядка 4,2 {\displaystyle R_{\bigodot }}, а эффективная температура поверхности около 18 100 К, но затем в процессе очень эволюции звезда несколько увеличила свой радиус и остыла. Также это указывает на то, что водород в ядре звезды служит ядерным «топливом», то есть звезда находится на главной последовательности. Звезда излучает энергию со своей внешней атмосферы при эффективной температуре около 17 990 К, что придаёт ей характерный бело-голубой цвет. Её светимость, правда, болометрическая, равна 2705 {\displaystyle L_{\bigodot }}.
В связи с высокой светимостью звезды её радиус может быть измерен непосредственно, и первая такая попытка была сделана в 1979 году, а поскольку звезда кратная то скорее всего измерялся радиус самого яркого компонента. Данные об этом измерении приведены в таблице:
| Год  | m    | Спектр | D (mas) | Rабс ({\displaystyle R_{\bigodot }}) | Комм.  |
| 1979 | 3,66 | B2,5V  | 0,33    | 3,2                                  | [ 22 ] |
| 1985 | 3,66 | B2,5V  | 0,35    | —                                    | [ 23 ] |

Однако, вряд ли хоть одно из этих измерений было правильным, поскольку для звёзд спектрального класса B2.5V более характерны радиусы равные ~5,0 {\displaystyle R_{\bigodot }}.
Звезда имеет поверхностную гравитацию характерную для карликовой звезды —4,33 СГС или 213,8 м/с², что составляет 78 % от солнечного значения (274,0 м/с²).
Тау Весов Aa имеет металличность существенно большую по сравнению Солнцем и равную +0,17, то есть 148 % от солнечного значения, что позволяет предположить, что звезда «пришла» из тех областей Галактики, где было дольно много металлов, и рождено в молекулярном облаке благодаря более плотному звёздному населению и большему количеству сверхновых звёзд. Тау Весов Aa вращяется со скоростью в 66,5 раз больше солнечной и равной 134 км/с, что даёт период вращения звезды, по крайней мере, 2 дня.

### Свойства компонента Ab
Тау Весов Ab, судя по её массе, которая вычислена по законам Кеплера и равна 3,64 {\displaystyle M_{\bigodot }} родилась как карлик спектрального класса B8,5V. Тогда её радиус был порядка 2,9 {\displaystyle R_{\bigodot }}, а эффективная температура около 11 100 К. Также это указывает на то, что водород в ядре звезды служит ядерным «топливом», то есть звезда находится на главной последовательности. Зная радиус и температуру звезды и используя закон Стефана-Больцмана, можно узнать, что светимость звезды, равна 114 {\displaystyle L_{\bigodot }}. Сама звезда будет напоминать по характеристикам Ипсилон4 Эридана. Абсолютная звёздная величина подобных звёзд равна −0,04m, таким образом, видимая звёздная величина на расстоянии 367 св. лет составит порядка 4,2m, однако видна она не будет, поскольку её свет будет полностью затмевается светом главной звезды.

### Свойства компонента B
Тау Весов B, судя по её массе, которая вычислена по законам Кеплера и равна 2,17, родилась как карлик спектрального класса A2V (то есть звезда будет напоминать по характеристикам Сигма Андромеды), что указывает на то, что водород в ядре звезды служит ядерным «топливом», то есть звезда находится на главной последовательности. Звезды подобного класса излучают энергию со своей внешней атмосферы при эффективной температуре около 8820 К, что придаёт ей характерный бело-жёлтый цвет звезды спектрального класса A. Радиус подобных звёзд оценивается в 2,19 {\displaystyle R_{\bigodot }}. Зная радиус и температуру звезды и используя закон Стефана-Больцмана, можно узнать, что светимость звезды, равна 9,43 {\displaystyle L_{\bigodot }}.